# نووا وس (ناحیه میلنیک)
نووا وس (ناحیه میلنیک) (به چکی: Nová Ves) یک منطقهٔ مسکونی در جمهوری چک است که در ناحیه میلنیک واقع شده‌است. نووا وس ۱۰٫۱ کیلومتر مربع مساحت و ۱٬۱۹۹ نفر جمعیت دارد و ۱۸۵ متر بالاتر از سطح دریا واقع شده‌است.